# Julio López Oliván
Julio López Oliván (Zaragoza, 24 de mayo de 1891-Madrid, 22 de diciembre de 1964) fue un diplomático español, director general de Marruecos y Colonias durante la dictadura de Primo de Rivera y embajador de la Segunda República española en el Reino Unido cuando estalló la guerra civil española, renunciando a su cargo y uniéndose a los sublevados.

## Biografía
De 1914 a 1916, López Oliván estudió Derecho en la Universidad de Zaragoza, y de 1918 a 1924 fue cónsul en Argel, Alcazarquivir, Larache y Tetuán.
En 1926 participó en la segunda conferencia franco-española en París, sobre la división del Sultanato de Marruecos. En 1927 encabezó una delegación española de negociación con Abd el-Krim en Uchda. Por iniciativa de Hans Max Huber, López Oliván fue nombrado en 1929 secretario de la Corte Internacional de Justicia. 
En noviembre de 1930 fue nombrado director general de Marruecos y Colonias y escribió cuatro volúmenes sobre las leyes aplicables en el Protectorado Español de Marruecos.
Al comienzo de la Segunda República española, en 1931 López Oliván se convirtió el jefe de la política en el Ministerio de Estado controlado por Alejandro Lerroux a pesar de declararse como monárquico. En 1932 fue nombrado ministro plenipotenciario en Estocolmo. En 1933, asistió como representante de España ante la Conferencia Mundial Económica de Londres. Entre 1934 y 1936, siendo ministro de España en Berna representó a España ante la Sociedad de Naciones en Ginebra, junto a Salvador de Madariaga y Teodomiro Aguilar y Salas.
El 9 de junio de 1936 fue nombrado embajador en Londres, tras la renuncia de Ramón Pérez de Ayala. Tras el inicio de la guerra civil española, López Oliván y buena parte del personal de la embajada no tardaron en inclinarse por el bando rebelde, aunque no dimitieron en el momento y aguantaron en sus cargos hasta bien entrado el mes de agosto para sabotear en la medida de lo posible las negociaciones entre el gobierno de la República y el británico; López Oliván conspiró contra la República, y aprovechando su posición de embajador, se apropió de las reservas que la agencia londinense del Banco de España tenía depositadas en el Westminster Bank, haciéndoselas llegar a Juan de la Cierva, que las utilizó para la compra de armamento para los sublevados. Sobre este aspecto, se ha especulado con la posible complicidad en la traición del ministro de Relaciones Exteriores británico, Anthony Eden. Presentó su dimisión del cargo de embajador el 27 de agosto siguiente. El gobierno republicano asignó el puesto a uno de los diplomáticos de mayor peso internacional del momento, el secretario general adjunto de la Sociedad de Naciones, Pablo de Azcárate, que tomó posesión el 13 de septiembre y se mantuvo en el puesto hasta el final de la guerra. Después, López Oliván dejó patente la voluntaria negligencia con la que había desempeñado su cargo, con el fin de boicotear las negociaciones de la república:

“… estimo haber opuesto pasividad beneficiosa a la presión que ejercían  sobre mi algunas personalidades de los partidos de izquierda en solicitud de argumentos y datos para apoyar la causa de los rojos en el Parlamento y cerca del gobierno británico”.

En octubre de 1936 fue designado secretario general del Tribunal Internacional de Justicia en La Haya, cargo que ostentaría hasta 1946 y quedando por tanto en situación de excedencia en la carrera diplomática. En 1953 volvió a ser elegido para el mismo puesto de secretario general del Tribunal de Justicia de La Haya que dependía de las Naciones Unidas, cargo que ostentaría hasta 1960.
Entre sus actividades privadas, desempeñó el puesto de consejero político de Juan de Borbón. Así, en marzo de 1945, el pretendiente Borbón dio a conocer el llamado «Manifiesto de Lausana», redactado por el propio López Oliván y Eugenio Vegas Latapié, donde defendió una monarquía de tipo tradicional para España en contraposición al régimen franquista.
López Oliván falleció en Madrid el 22 de diciembre de 1964.